# Championnat de France de rugby à XIII
Pour les articles homonymes, voir Championnat de France de rugby.
Le championnat de France de rugby à XIII, appelé Super XIII depuis 2024,   est une compétition annuelle masculine mettant aux prises les meilleurs clubs professionnels de rugby à XIII en France. Créé en 1934 et organisé par la Fédération française de rugby à XIII, sa formule a beaucoup évolué au cours de son histoire. Il rassemble onze équipes.
Après s'être disputée durant de nombreuses années au Stadium de Toulouse, et, pour une expérience de deux ans, au Stade Charlety, la finale du championnat n'a plus aujourd'hui de lieu fixe. En 2025, elle s'est tenue au Parc des sports et de l'amitié de Narbonne et a vu la victoire d'Albi R.L. face à l'A.S. Carcassonne pour le sixième titre de son histoire. Son organisation est hivernale, la saison débutant en automne pour se terminer au mois de juin. Le champion reçoit le trophée appelé « Bouclier Max-Rousié ».
Deux clubs français ne prennent pas part à ce championnat, il s'agit des Dragons Catalans qui dispute la Super League depuis 2006 et du Toulouse olympique XIII qui dispute le Championship (antichambre de la Super League). Ces deux équipes sont néanmoins représentées dans le championnat de France par l'intermédiaire d'équipes réserves, Saint-Estève XIII catalan et le Toulouse Elite.
Affecté par la sous-médiatisation qui frappe le rugby à XIII en France, il n'a, depuis le début du XXIe siècle, qu'une couverture médiatique régionale et parcellaire.

## Histoire

### Les années 1930: la création du Championnat de France

#### Mise en place du Championnat de France
| Palmarès (1935-1940) |
| --- |
| 1934-1935 : SA Villeneuvois 1935-1936 : XIII Catalan 1936-1937 : Bordeaux XIII 1937-1938 : RC Albigeois 1938-1939 : RC Roanne 1939-1940 : XIII Catalan |

Au retour de leur tournée en Angleterre, Les Pionniers sont localement à l'œuvre. Villeneuve-sur-Lot, d'où partit la rivalité Jean Galia et le Villeneuve XV avec la Fédération française de rugby, sera le premier club à franchir le Rubicon.
La Ligue Française de rugby à XIII met en place la première édition du Championnat de France de première division lors de la saison 1934-1935 avec la participation de dix clubs. Sur ces dix équipes, appelées « Les Pionniers », neuf sont considérés comme membres fondateurs de la Ligue Française de rugby à XIII à savoir Albi, Bordeaux, Côte basque, Lyon-Villeurbanne, Paris, Pau, Roanne, XIII Catalan (Perpignan) et Villeneuve-sur-Lot. Tous les clubs se situent dans la moitié Sud de la France à l'exception de Paris avec une grande proportion pour le Sud-Ouest puisque sept des dix clubs s'y situent. Les Basses-Pyrénées sont le seul département représenté par deux clubs : Côte basque et Pau. Villeneuve-sur-Lot remporte la première édition en comptant dans ses rangs Jean Galia et Max Rousié. Ce dernier par ailleurs donnera son nom au trophée après son décès en 1959.
L'année suivante, ce sont douze clubs qui y participent avec l'arrivée de clubs tels que Dax, Celtic de Paris et Périgueux et la mise en place d'une finale qui désigne le Champion de France. Cette finale se déroule à Bordeaux voit la victoire du XIII Catalan battant 25-14 Bordeaux devant 14 150 spectateurs.
En 1940, Pau XIII atteignit la finale du championnat et s'inclina devant le XIII catalan 20 à 16.

### Les années 1940: l'interdiction par le régime de Vichy

#### Le régime de Vichy interdit le rugby à XIII
À la veille de la Seconde Guerre mondiale, le rugby à XIII est en plein essor en France, risquant de déstabiliser le rugby à XV. En effet, la Ligue française de rugby à XIII compte plus de 200 clubs et son championnat professionnel regroupe 14 équipes.
En 1941, l'interdiction du rugby à XIII en France est effective dix-sept mois après l'établissement du régime de Vichy par un Décret portant dissolution de sa fédération soit l'association loi de 1901 dénommée Ligue française de rugby à XIII -LFR.13- signé par le maréchal Philippe Pétain le 19 décembre 1941, publié au Journal officiel du 27 décembre 1941 ; outre la dissolution, le patrimoine de l'association -loi de 1901- LFR.13 est transféré au Comité national des sports (CNS) pour liquidation, et la pratique du rugby à XIII interdite.
Dès fin octobre 1940, les clubs de rugby à XIII avaient eu l'obligation de changer de sport ou de disparaître du paysage sportif français, de plus la Loi du 20 décembre 1940 dite Charte des Sports (publiée au J.O. du 8 avril 1941) et le Décret du 19 novembre 1941 soit le règlement d'administration publique pris pour l'application de la Charte des Sports (J.O. du 27 août 1942) firent que la LFR.13 ne pouvait pas avoir de clubs adhérents. Le régime de Vichy avait pris progressivement durant treize mois (octobre 1940 à novembre 1941) toutes les dispositions pour que la fédération du rugby à XIII français devienne totalement une coquille vide (donc bien plus facile de prouver son inutilité, de la dissoudre et de saisir son patrimoine (biens mobiliers et peut-être un peu immobilier)). Par ailleurs, le Rugby à XIII fut aussi interdit, en novembre 1940, aux clubs scolaires, collégiens, lycéens ou universitaires.
De fin octobre 1940 à juin 1944, les clubs de rugby à XIII étaient tout simplement devenus contraint, pour rester dans le rugby, d'être club de rugby à XV dont les dirigeants n'étaient pas tous d'anciens dirigeants de l'ancien club de rugby à XIII ; ces nouveaux clubs de rugby à XV pratiquaient le rugby à XV dans les anciens stades de rugby à XIII.
Bien plus tard, cette interdiction du rugby à XIII est qualifiée par l'hebdomadaire L'Équipe magazine d'« un des plus grands scandales du sport français » en 2013. Cette interdiction a pour origine la volonté de Vichy de bannir le professionnalisme du sport français à travers la révolution nationale avec l'appui et l'influence des dirigeants du rugby à XV qui s'installent alors dans les arcanes du nouveau régime (Jean Borotra, Jean Ybarnégaray, Joseph Pascot, Paul Voivenel, Albert Ginesty et André Haon).

### Les années 1950-1960: l'après-guerre et un Championnat populaire

#### La référence carcassonnaise dans un rugby de grandes villes
| Palmarès (1945-1955) |
| --- |
| 1944-1945 : AS Carcassonne 1945-1946 : AS Carcassonne 1946-1947 : RC Roanne 1947-1948 : RC Roanne 1948-1949 : RC Marseille XIII 1949-1950 : AS Carcassonne 1950-1951 : US Lyon-Villeurbanne 1951-1952 : AS Carcassonne 1952-1953 : AS Carcassonne 1953-1954 : Bordeaux XIII 1954-1955 : US Lyon-Villeurbanne |

Carcassonne compte dans ses rangs au sortir de la guerre Puig-Aubert, Gilbert Bertrand, Félix Bergèse, Louis Mazon, François Labazuy, Édouard Ponsinet, Louis Carrère, Jep Maso, Claude Teisseire ou encore Roger Guilhem. Le club règne sur le Championnat de France et s'impose à cinq reprises en neuf éditions. D'autres clubs s'illustrent également tels que Toulouse de Vincent Cantoni, Roanne(champion à deux reprises) avec Joseph Crespo, Robert Dauger, Élie Brousse, de François Rinaldi ; Marseille de Jean Dop, Rinaldi, de Brousse ; XIII Catalan de Maurice Voron, Crespo ; Lyon de Joseph Krawczyk ou Jean Audoubert ou de Bordeaux de Raymond Contrastin et d'Armand Save.

#### La domination des clubs du Sud-Ouest
| Palmarès (1956-1968) |
| --- |
| 1955-1956 : RC Albigeois 1956-1957 : XIII Catalan 1957-1958 : RC Albigeois 1958-1959 : US Villeneuve 1959-1960 : RC Roanne 1960-1961 : FC Lézignan 1961-1962 : RC Albigeois 1962-1963 : FC Lézignan 1963-1964 : US Villeneuve |

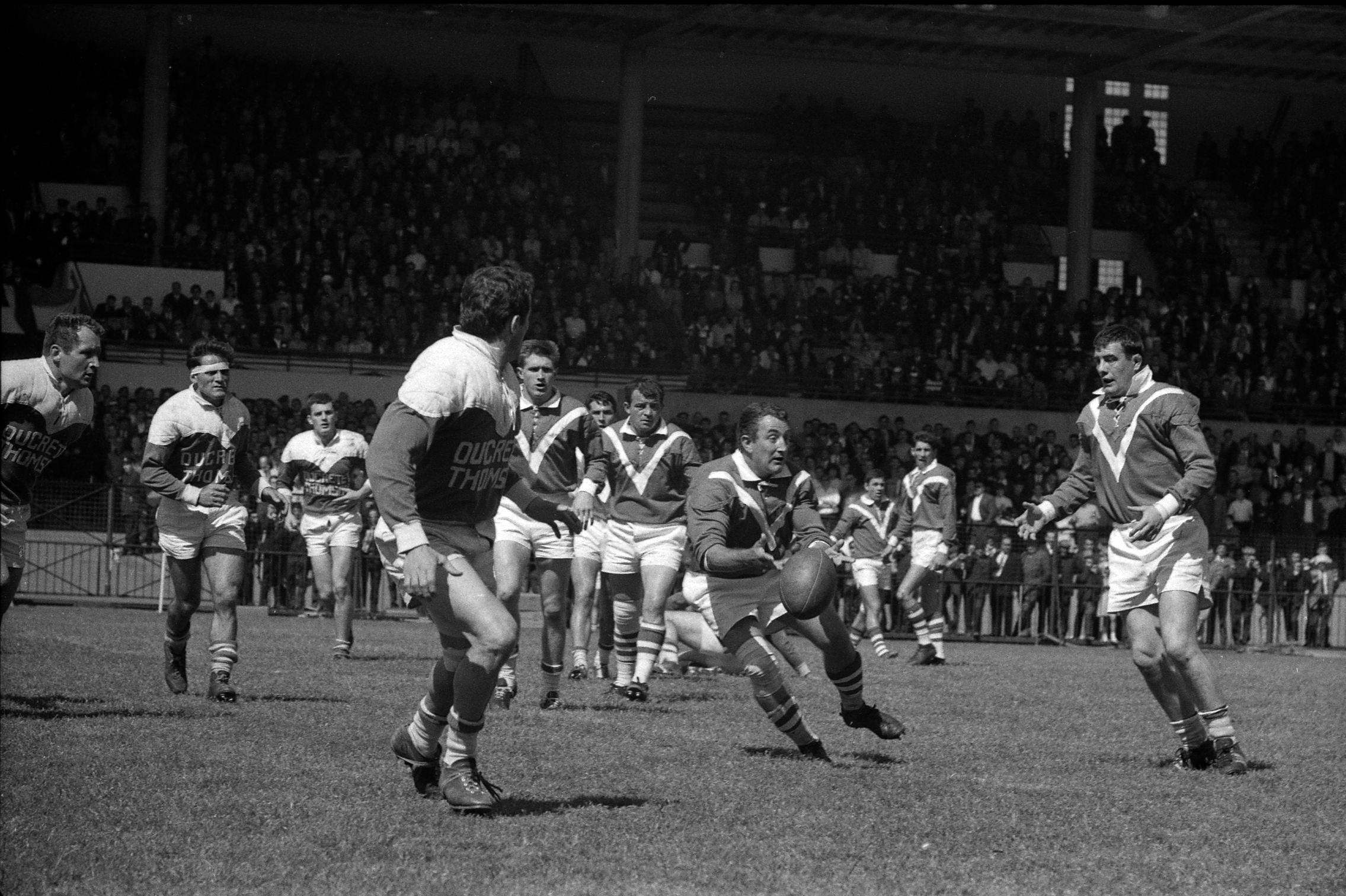
Finale 1964 de la Coupe de France remportée par Villeneuve face au Toulouse Olympique.

Populaire dans les années 1950, 1960 et 1970 où le nombre de spectateurs étaient plus nombreux que pour le championnat quinziste.

### Les années 1970-1980: un championnat qui cherche un second souffle
| Palmarès (1965-1968) |
| --- |
| 1964-1965 : Toulouse olympique XIII 1965-1966 : AS Carcassonne 1966-1967 : AS Carcassonne 1967-1968 : XIII limouxin 1968-1969 : XIII Catalan 1969-1970 : RC Saint-Gaudens XIII 1970-1971 : AS Saint-Estève 1971-1972 : AS Carcassonne 1972-1973 : Toulouse olympique XIII 1973-1974 : RC Saint-Gaudens XIII 1974-1975 : Toulouse olympique XIII 1975-1976 : AS Carcassonne 1976-1977 : RC Albigeois 1977-1978 : FC Lézignan |

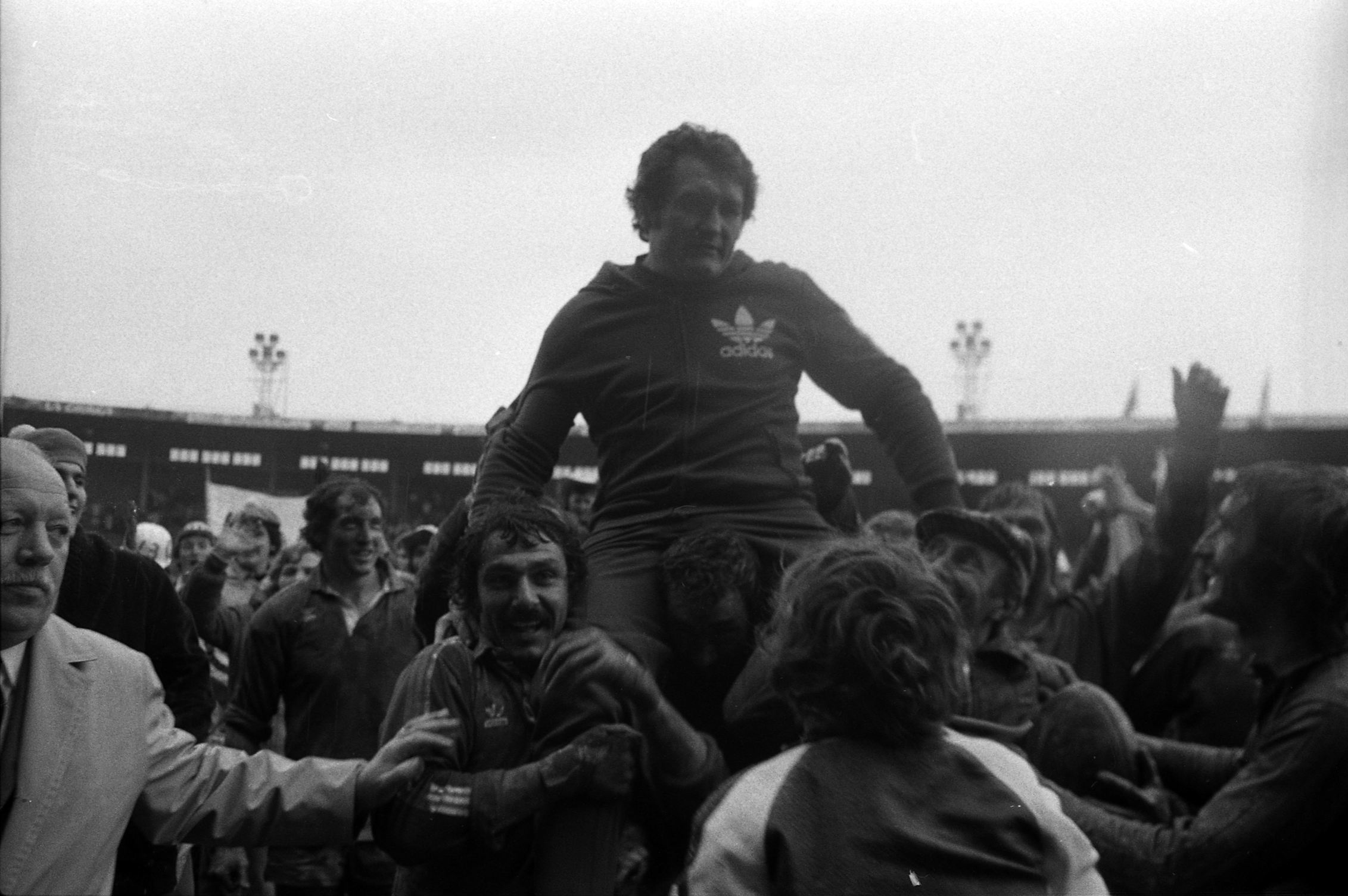
L'entraîneur de Toulouse, Georges Ailleres, porté en triomphe à la suite du titre de 1975.

Après Lézignan en 1961, de nouveaux clubs inscrivent leurs noms au palmarès dans les années 1960 et 1970 tels que Toulouse en 1965, Limoux en 1968, Saint-Gaudens en 1970 et Saint-Estève en 1971.

#### L'ultradomination du XIII Catalan
| Palmarès (1979-1985) |
| --- |
| 1978-1979 : XIII Catalan 1979-1980 : US Villeneuve 1980-1981 : Pas de titre 1981-1982 : XIII Catalan 1982-1983 : XIII Catalan 1983-1984 : XIII Catalan 1984-1985 : XIII Catalan |

À partir de 1978, le XIII Catalan, club de Perpignan, devient le club référence du Championnat puisqu'en sept éditions, seuls Villeneuve-sur-Lot en 1980 ainsi que la finale non jouée en 1981 l'empêche de remporter le titre.
Le XIII Catalan compte alors dans ses rangs Bernard Guasch, Ivan Grésèque, Jean -Jacques Cologni, Jean-Marc Bourret, Guy Laforgue, Francis Laforgue, Serge Pallares et Pierre Montgaillard. Villeneuve-sur-Lot de Joël Roosebrouck et de Max Chantal remporte le titre en 1980.

#### L'image terrible de la finale 1981
La finale du Championnat de 1981 met aux prises l'équipe du XIII Catalan contre Villeneuve-sur-Lot soit les deux derniers champions de France au Stadium de Toulouse. Après quatre minutes de jeu, l'arbitre interrompt la rencontre en raison d'une bagarre générale entre les deux équipes. La rencontre est finalement arrêtée et aucun vainqueur n'est désigné. La finale de la Coupe de France programmé quelques jours après est également annulée. Malgré la non-retransmission en direct de cette finale du Championnat, les images tournées sont apparues dans le traitement des nombreux journaux télévisés.
La fédération française de rugby à XV se saisit de l'occasion, par l'intermédiaire de son président Albert Ferrasse, pour proposer de fusionner les deux fédérations de rugby et ainsi supprimer le rugby à XIII. Cette proposition est écartée par le président de la fédération de jeu à XIII, Jacques Soppelsa, qui la refuse et décide d'entamer une action juridique contre la fédération française de rugby à XV pour permettre à son sport d'avoir le droit de s'appeler « rugby à XIII » et non plus « jeu à XIII », terme imposé par l'État au sortir de la Seconde Guerre mondiale.
Cette procédure sera gagnée 12 ans plus tard en 1993.

#### La parenthèse du Pontet
| Palmarès (1986-1988)                                                                 |
| ------------------------------------------------------------------------------------ |
| 1985-1986 : US Le Pontet XIII 1986-1987 : XIII Catalan 1987-1988 : US Le Pontet XIII |

Finaliste en 1985 contre le XIII Catalan, le Pontet réussit à construire une équipe en 1986 qui remporte pour la première fois le Championnat de France. Le club parvient en finale cinq années de suite entre 1985 et 1989 pour deux titres en 1986 et 1988. Le club compte dans ses rangs Marc Palanques, Patrick Rocci, Serge Titeux, David Fraisse et Didier Couston.
La finale perdue contre Saint-Estève de 1989 marque la fin de l'aventure du Pontet en rugby à XIII considérant l'arbitrage défavorable à leur égard après un essai refusé à ce dernier et un essai accordé à Saint-Estève que les Pontétiens considèrent entaché d'une passe en avant. Il s'ensuit des gestes déplacés sur le terrain dans le match amenant notamment l'expulsion du  Pontétien Marc Palanques, auteur d'un geste à l'égard de l'arbitre M Desplas. Le Pontet, par l'intermédiaire de son président Alain Cortade, décide alors de rejoindre le rugby à XV.
La seconde mi-temps de cette finale fut télévisée. Il s'agit de la dernière finale retransmise sur une chaîne nationale, en clair, avant vingt-cinq ans de disette télévisuelle.

### Les années 1990: attractivité de la Super League et regain du XIII
| Palmarès (1996-2003) |
| --- |
| 1988-1989 : AS Saint-Estève 1989-1990 : AS Saint-Estève 1990-1991 : RC Saint-Gaudens XIII 1991-1992 : AS Carcassonne 1992-1993 : AS Saint-Estève 1993-1994 : XIII Catalan 1994-1995 : SM Pia XIII |

Le renouveau du rugby à 13 s’amorce au début des années 1990 grâce à l’Équipe de France qui crée une surprise en battant la Grande-Bretagne 25-18 chez elle sous l’impulsion d’un grand Gilles Dumas et qui s'impose à deux reprises contre la Papouasie-Nouvelle-Guinée en Coupe du monde 1989-1992.

#### Constitution de la Super League et la pari du Paris SG
Jacques Fouroux, ancien entraîneur de l’Équipe de France puis de Grenoble quitte le rugby à 15 fâché avec ses dirigeants.
En effet, en 1993 alors qu'il est le manager du club isérois, Jacques Fouroux est candidat à la présidence de la FFR en concurrence avec Bernard Lapasset.
La qualification de son club en finale du championnat est marquée par une polémique au sujet du jeu de son équipe, critiqué par le président Lapasset.
La semaine suivante en finale, Jacques Fouroux va crier au complot car la finale va tourner au scandale, avec une polémique sur l'arbitrage, en effet un essai d'Olivier Brouzet est refusé aux Grenoblois et l'essai décisif du castrais Gary Whetton est accordé par Daniel Salles, l'arbitre de la rencontre, alors que le grenoblois Franck Hueber a aplati au préalable le ballon dans son en-but, privant ainsi les Grenoblois du titre.
Il se tourne alors vers le XIII en septembre 1994.
En 1995, il lance une nouvelle compétition régionale, conciliant rugby à XIII et spectacle musical avec entrées gratuites, appelée la France Rugby League. Celle-ci, qui se déroula durant l'été 1995, eut un succès réel, tant populaire que médiatique. L'année suivante, une équipe française, le Paris Saint-Germain XIII fut invitée à rejoindre le nouveau championnat européen de la Super League mais cessa ses activités à la fin de la saison 1997 en dépit d'un bon succès populaire.

#### Saint-Estève et Villeneuve en duel
Il est à noter qu'à l'issue de la saison 1998-1999, le champion de France et son dauphin se qualifient pour la Coupe d'Angleterre.
| Palmarès (1996-2000) |
| --- |
| 1995-1996 : US Villeneuve 1996-1997 : AS Saint-Estève 1997-1998 : AS Saint-Estève 1998-1999 : US Villeneuve 1999-2000 : Toulouse olympique XIII |

### Les années 2000: des clubs et un Championnat en souffrance

#### Création de l'Union Treiziste Catalane et domination de Villeneuve sur Lot
| Palmarès (2001-2005) |
| --- |
| 2000-2001 : Villeneuve-sur-Lot 2001-2002 : Villeneuve-sur-Lot 2002-2003 : Villeneuve-sur-Lot 2003-2004 : RC Saint-Gaudens XIII 2004-2005 : Union Treiziste Catalane |

Respectivement finalistes du championnat et de la coupe de France 2000 , Saint-Estève et le XIII catalan connaissent des difficultés financières pouvant mettre en péril les deux clubs, parmi les plus titrés du rugby à XIII français. Ainsi, à l'été 2000, sous l'impulsion de Bernard Guasch, les clubs ennemis des Pyrénées-Orientales décident de fusionner afin de créer l'Union Treiziste Catalane (dit UTC). Cette fusion est une révolution après des décennies de derbys enflammés. Elle est également active au niveau des équipes juniors. De cette fusion née également une équipe réserve, l'"Union treiziste catalane 2", engagée dans le championnat de France de deuxième division.
L'édition 2000-2001 du championnat s'ouvre alors avec comme principaux favoris, Villeneuve sur Lot, Toulouse et l'Union treiziste catalane. Ce sont les léopards d'Aquitaine (surnom des joueurs du club de Villeneuve-sur-Lot) qui empochent le bouclier Max Rousié en triomphant de Toulouse en finale (32 à 20) annonçant le début de la domination Villeneuvoise sur le championnat.
L'année suivante, 2001-2002, les joueurs de Lot-et-Garonne doublent la mise en dominant l'UTC en finale à Béziers sur le score de 18 à 0. Cette saison vit l'éclosion de l'un des joueurs majeurs de la décennie, Jamal Fakir.
Cette dream team verte, composée de joueurs français de talent (Rinaldi, Laurent Frayssinous, Banquet, Van Snick, Carrasco, Gagliazzo, Despin, Fakir) ainsi que d'étrangers expérimentés (Durdevic, Shead) continue sa moisson de trophées l'année suivante en terrassant Saint-Gaudens, en finale à Narbonne. Il s'agit du dernier titre en date pour le club villeneuvois.
En 2003-2004, Villeneuve fait face à une vague de départ impressionnante notamment en direction de l'UTC. Cet attrait du club catalan s'explique par son entrée future dans le championnat professionnel britannique, la Super League. Cette entrée s'est faite sur dossier. Trois clubs français étaient en lice, à savoir Villeneuve-sur-Lot, Toulouse et l'Union Treiziste Catalane. C'est ce dernier qui fut choisi, notamment pour sa capacité à rassembler un plus large public.
C'est donc en favori que l'UTC se présente sur la ligne de départ de l'édition 2003-2004. Mais contre toute-attente, c'est le club de Saint-Gaudens qui s'adjuge le quatrième titre de champion de son histoire en triomphant de joueurs catalans passés à côté de leur finale, qui plus est à Perpignan. Ce titre récompense une formation commingeoise composée de joueurs talentueux, tels que Claude Sirvent, Arnaud Dulac ou Jean Christophe Borlin.
Cet échec digéré, l'UTC repart à l'assaut du titre en 2004-2005 pour ce qui va être sa dernière saison en Championnat de France avant son intégration en Super League. Encore plus outillé que l'année précédente, le club catalan survole la phase régulière (zéro défaite, un match nul) et remporte son premier titre de champion depuis la création du club, aux dépens de Toulouse. Cette saison marque le bon comportement des clubs français ayant participé à la coupe d’Angleterre, l'UTC tombant avec les honneurs à Wigan, le Toulouse Olympique allant même jusqu'en demi-finale, battu par Leeds.

#### Domination par Pia puis Lézignan
| Palmarès (2006-2013) |
| --- |
| 2005-2006 : SM Pia XIII 2006-2007 : SM Pia XIII 2007-2008 : FC Lézignan 2008-2009 : FC Lézignan 2009-2010 : FC Lézignan 2010-2011 : FC Lézignan 2011-2012 : AS Carcassonne 2012-2013 : SM Pia XIII |

La saison 2005-2006 marque un nouveau départ pour le championnat de France. Le champion en titre, l'Union treiziste catalane ayant quitté l'hexagone pour rejoindre la Super League sous le nom des Dragons Catalans.
C'est néanmoins une nouvelle fois un club catalan, Pia XIII qui décrocha le bouclier, bien emmené par Maxime Grésèque et par des australiens de talent, tels que Dean Bosnich.
La saison 2006-2007 vit Pia XIII être à nouveau couronné grâce à son succès en finale sur Lézignan. Cette saison-là marque le retour au premier plan du club lézignanais après des années difficiles et un quasi dépôt de bilan lors de la saison 2004-2005. Cette finale est le prémisse de la domination du club audois lors des saisons suivantes.
En effet, après 30 ans d'attente le Feuceuleu décroche le titre de champion de France en 2008 en battant Pia en finale, au stade de la Méditerranée de Béziers. Le vieux club des Corbières déplace avec lui un cortège impressionnant de supporters colorés.
C'est à nouveau le cas l'année suivante, lors de la finale au stade Albert Domec de Carcassonne, face au rival audois Limoux. Au terme d'un match spectaculaire, ponctué de nombreux essais, Lézignan empoche son second titre de champion de France consécutif. Cette finale, devant près de 12 000 spectateurs rappelle les grandes heures du rugby à XIII.
Le triplé fut réalisé l'année suivante, à Montpellier face à l’éternel rival des temps modernes, Pia. Cette domination outrageante est marquée par le premier doublé de l'histoire du club, Limoux ayant été terrassé en finale de la coupe de France.
Depuis le début de la décennie, les clubs semblent vouloir se structurer et mettent en avant la formation. Alors qu'il était composé de neuf clubs, pour la saison 2009-2010, le championnat est élargi à dix clubs en 2010-2011 après l'arrivée de Montpellier Agglomération Rugby XIII.
À l'orée de cette saison, Lézignan s'attaque au record du XIII catalan, à savoir, remporter un 4e titre de champion de France consécutif. C'est chose faite à Narbonne, face à Limoux. C'est également le second doublé consécutif pour les sangliers des Corbières.
Ce quatrième titre est le point d'orgue pour une génération de joueurs ayant été de tous les succès, Aurélien Cologni, James Wynne ou Nicolas Piquemal.
La saison 2011-2012 marque le retour dans le championnat de France du Toulouse Olympique, après 3 années mitigées en seconde division anglaise. Le club de la ville rose fait partie des favoris, au même titre que Lézignan et Pia. L'équipe catalane ayant marqué les esprits avec un recrutement clinquant. Ces deux clubs s'affrontèrent en demi finale et c'est Pia qui sortit gagnant. Cette demi finale marque la fin de la domination de Lézignan sur le rugby à XIII hexagonal.
C'est néanmoins un autre club audois, Carcassonne qui décrocha le bouclier Max Rousié en battant à la surprise générale Pia, en finale à Narbonne. C'est le premier titre pour le club historique de la Préfecture audoise depuis 1992.
Carcassonne est à ce jour, le dernier club participant au championnat français, à avoir joué la coupe d'Angleterre l'année suivante. L'initiative n'étant pas poursuivie l'année suivante après 14 années d'existence.
Malgré cette défaite en finale lors de la saison précédente, Pia aborde la saison 2012-2013 avec le statut de favori. Le club des Pyrénées-Orientales est engagé lors de cette saison sur un seul tableau après que la FFR XIII l'ait exclu de la coupe de France, à la suite des incidents ayant émaillé la précédente finale du championnat. Ce statut de favori fut parfaitement assumé par le club. Celui-ci survola l'exercice et s'adjugea le titre de champion de France après sa victoire face au rival de Saint Estève XIII catalan en finale, au stade Gilbert Brutus de Perpignan.
Les années se suivent et il devient compliqué pour la fédération de maintenir un championnat élite. Lors de la saison 2013-2014, c'est le champion de France en titre Pia XIII qui disparaît de l'élite par suite de la diminution d'une subvention municipale.
Le Championnat est alors complètement redessiné. Trois groupes sont mis en place appelés « Poule Elite 1 » (composée des huit meilleurs clubs), « Poule Elite 2 Ouest » (composée de six clubs) et « Poule Elite 2 Est » (composée de six clubs), où le championnat se déroule en plusieurs phases et se ponctue par des phases finales. Pour la cinquième fois de son histoire, le Toulouse Olympique XIII remporte le titre contre le FC Lézignan réalisant le premier doublé Coupe-Championnat de son histoire. La formule est renouvelée en 2014-2015.
Celle-ci voit Toulouse assoir sa domination sur l'hexagone en remportant un second titre consécutif aux dépens de Carcassonne.

#### Toulouse rejoint les Dragons Catalans
| Palmarès (2014-2015)                                                    |
| ----------------------------------------------------------------------- |
| 2013-2014 : Toulouse Olympique XIII 2014-2015 : Toulouse Olympique XIII |

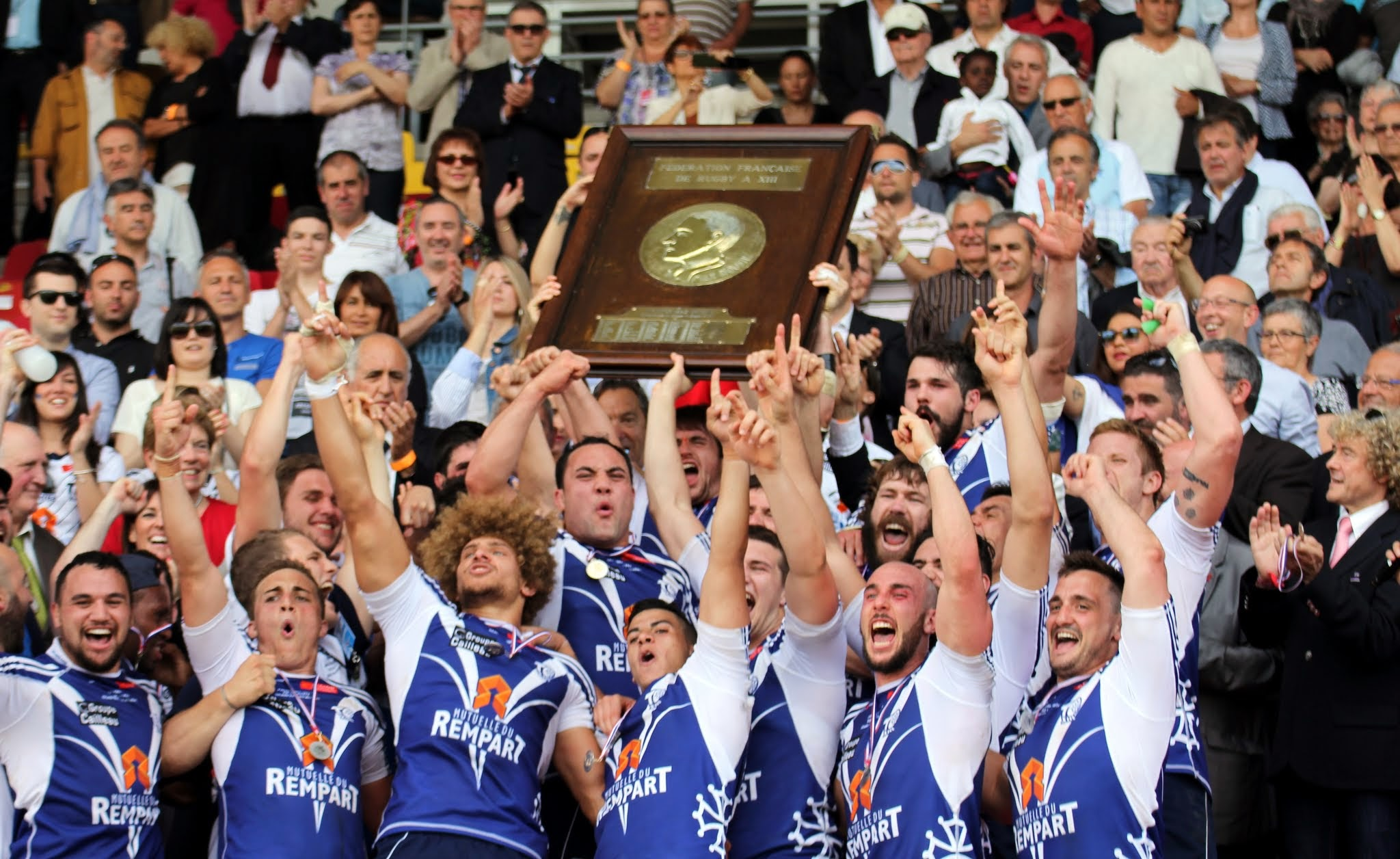
Le Toulouse Olympique XIII remporte le titre en 2014.

Après avoir évolué durant 3 saisons (de 2009 à 2011) en Championship (deuxième division anglaise), le Toulouse Olympique part à nouveau tenter sa chance outre manche, en intégrant la 3e division britannique. L'objectif étant d'atteindre la Super League.
Néanmoins le club toulousain engage une équipe réserve dans le championnat national, Toulouse Olympique Élite 1, club évoluant jusqu'alors en seconde division.

#### Une nouvelle ère post-toulousaine
| Palmarès (2016-2020) |
| --- |
| 2015-2016 : XIII limouxin 2016-2017 : XIII limouxin 2017-2018 : SO Avignon 2018-2019 : Saint-Estève XIII catalan 2019-2020 : Championnat annulé |

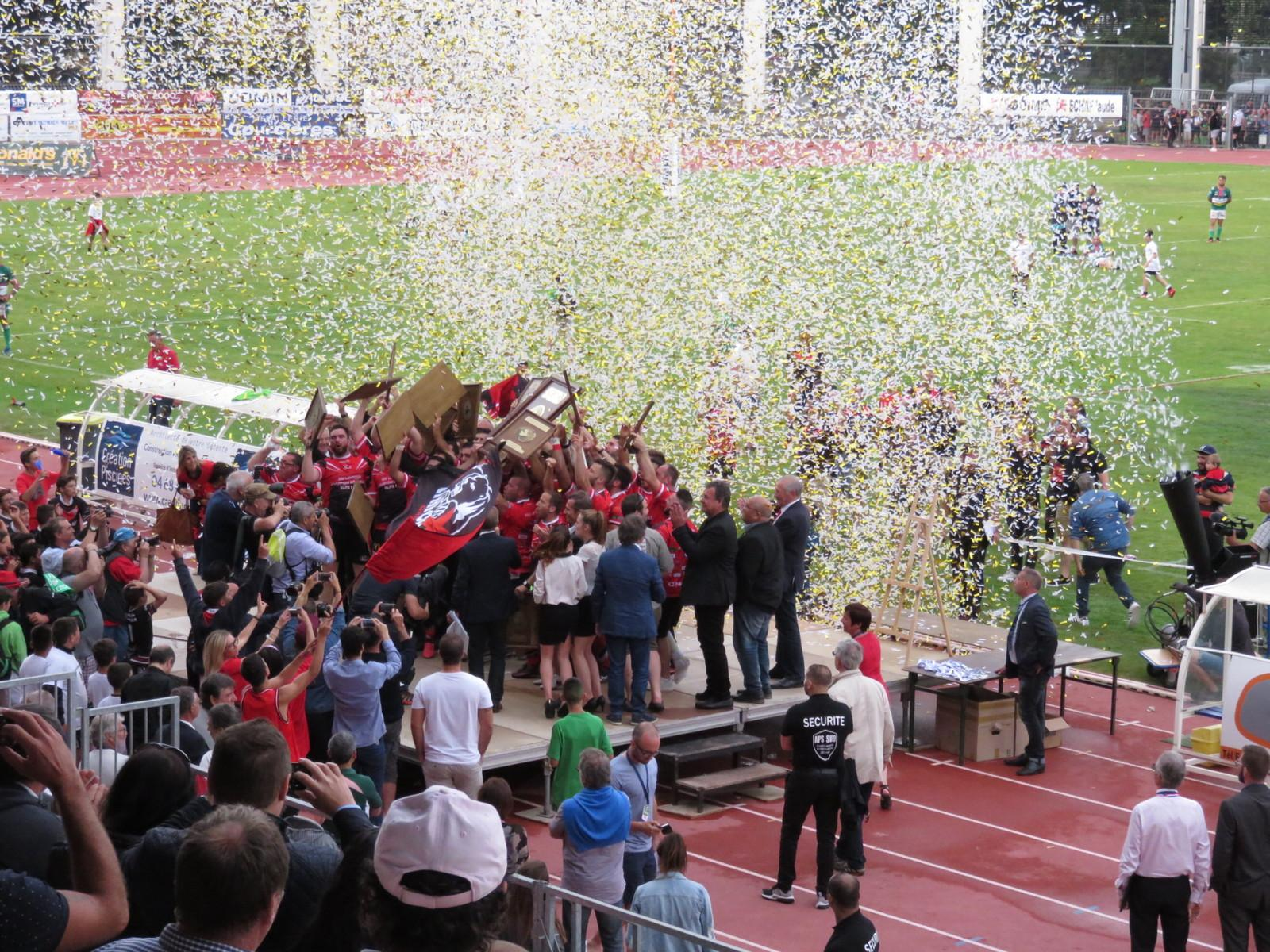
Célébration du titre par Limoux en 2016-2017.

Pour la saison 2015-2016, neuf équipes évoluent dans un championnat organisé en trois phases. Une première partie avec un championnat de matchs aller-retour entre les neuf équipes, une seconde phase avec trois mini-championnats de trois équipes, ces derniers déterminant le tableau de la phase finale. Cette saison voit le retour d'Albi au plus haut niveau après sa faillite de 2008. Cette montée fait suite à son titre de champion de France de deuxième division.
Ce sont les deux leaders de la phase régulière (à égalité de points), Carcassonne et Limoux qui se retrouvent en finale au stadium d'Albi le 21 mai 2016. Au terme d'un match serré, ce sont les limouxins qui empochent le titre de champion de France. Ils mettent fin à 48 ans de disette et empochent le second titre de l'histoire du club.
Pour la saison 2016-2017, un club historique fait son retour dans l'élite. Il s'agit de Saint-Gaudens ce qui porte à dix le nombre de clubs en première division.
Les favoris se nomment Lézignan, Limoux, Carcassonne et Saint Estève - XIII catalan. La saison régulière se traduit par un survol de l'équipe lézignanaise, celle-ci ne concédant qu'un seul revers lors de la phase régulière.
La seconde défaite intervint au plus mauvais moment, en finale, le 3 juin 2017 à Narbonne face à Limoux. Le club de la Haute-Vallée de l'Aude remporte ainsi son second titre de champion consécutif.
Le championnat 2017-2018 voit l'équipe d'Avignon remporter son premier titre de champion de France grâce à sa victoire en finale sur l'équipe de Limoux, double tenante du titre. Cette victoire fait suite à une disqualification de l'équipe de Saint-Estève-XIII Catalan, leader de la phase régulière et victorieuse d'Avignon en demi-finale. Mais la présence de joueurs des Dragons catalans sur la feuille de match (cf article sur l'édition du championnat) entrainera la défaite de l'équipe catalane sur tapis vert.
La saison suivante verra la revanche de l'équipe roussillonaise face à Carcassonne en finale à Albi. C'est le second titre remporté par le club depuis la fusion de Saint-Estève et du XIII Catalan en 2000, le premier depuis l'intégration des Dragons Catalans en Super League. C'est également la première fois qu'une équipe dite "réserve" remporte le championnat. C'est le sacre d'une équipe très jeune, formée de jeunes talents provenant de tout l'hexagone treiziste.
Toutefois, il est à noter un désintérêt croissant pour la compétition, l'assistance des deux dernières finales se situant dans les plus basses fourchettes de l'histoire de la compétition.

#### 2021-2024: domination audoise Carcassonne-Lézignan-Limoux
| Palmarès (2021-2024)                                                                                    |
| --- |
| 2020-2021 : FC Lézignan 2021-2022 : AS Carcassonne 2022-2023 : XIII limouxin 2023-2024 : AS Carcassonne |

#### 2025-: Albi R.L. sort le Championnat de l'Aude
| Palmarès (2025-)    |
| ------------------- |
| 2024-2025 : Albi RL |

#### Championnat et pandémie
L'appartition de la pandémie liée au Covid-19 en mars 2020, et les mesures sanitaires mises en place, entrainent un doute pendant quelques semaines sur le déroulement du championnat masculin.
Mais finalement le championnat se jouera bien jusqu'à son terme. Il sera d'ailleurs la seule compétition maintenue par la FFRXIII , au contraire de la Coupe de France.
Tous les matchs se dérouleront à huis clos, à l'exclusion de la finale.
Néanmoins, la pandémie aura des conséquences économiques sur le format du championnat ; alors qu'au moment de son arrivée à la Présidence, Luc Lacoste annonce un championnat de douze équipes, elles ne seront finalement que neuf pour disputer la saison 2021-2022 ; Palau-del-Vidre est rétrogradé en Nationale, et Toulon, pressenti pour monter, reste en Elite 2.

## Palmarès et statistiques

### Palmarès
| | Année | Vainqueur                                                                                    | Score                                                                                        | Finaliste                                                                                    | Lieu (Stade)                                                                                 | Affluence                                                                                    |
| --- | ----- | -------------------------------------------------------------------------------------------- | -------------------------------------------------------------------------------------------- | -------------------------------------------------------------------------------------------- | -------------------------------------------------------------------------------------------- | -------------------------------------------------------------------------------------------- |
| 1. | 1935  | S.A. Villeneuvois                                                                            | (Pas de finale, le vainqueur est le 1er du championnat)                                      | (Pas de finale, le vainqueur est le 1er du championnat)                                      | (Pas de finale, le vainqueur est le 1er du championnat)                                      | (Pas de finale, le vainqueur est le 1er du championnat)                                      |
| 2. | 1936  | XIII Catalan                                                                                 | 25 - 14                                                                                      | Bordeaux XIII                                                                                | Parc Suzon, Talence                                                                          | 14 150                                                                                       |
| 3. | 1937  | Bordeaux XIII                                                                                | 23 - 10                                                                                      | XIII Catalan                                                                                 | Parc Suzon, Talence                                                                          | 14 300                                                                                       |
| 4. | 1938  | R.C. Albigeois                                                                               | 8 - 5                                                                                        | S.A. Villeneuvois                                                                            | Parc Suzon, Talence                                                                          | 13 200                                                                                       |
| 5. | 1939  | R.C. Roanne                                                                                  | 9 - 0                                                                                        | S.A. Villeneuvois                                                                            | Parc Lescure, Bordeaux                                                                       | 19 100                                                                                       |
| 6. | 1940  | XIII Catalan (2)                                                                             | 20 - 16                                                                                      | Pau XIII                                                                                     | Stade des Minimes, Toulouse                                                                  | 10 000                                                                                       |
| 1941 à 1944 - Le Rugby à XIII est interdit fin octobre 1940 par le Gouvernement de Vichy et sa Révolution nationale. |       |                                                                                              |                                                                                              |                                                                                              |                                                                                              |                                                                                              |
| 7. | 1945  | A.S. Carcassonne                                                                             | 13 - 12                                                                                      | Toulouse olympique XIII                                                                      | Stade Jean-Laffon, Perpignan                                                                 | -                                                                                            |
| 8. | 1946  | A.S. Carcassonne (2)                                                                         | 12 - 0                                                                                       | Toulouse olympique XIII                                                                      | Stade municipal, Lyon                                                                        | -                                                                                            |
| 9. | 1947  | R.C. Roanne (2)                                                                              | 19 - 0                                                                                       | A.S. Carcassonne                                                                             | Stade municipal, Lyon                                                                        | 15 000                                                                                       |
| 10. | 1948  | R.C. Roanne (3)                                                                              | 3 - 2                                                                                        | A.S. Carcassonne                                                                             | Stade Vélodrome, Marseille                                                                   | 9 000                                                                                        |
| 11. | 1949  | R.C. Marseille                                                                               | 12 - 5                                                                                       | A.S. Carcassonne                                                                             | Stade Albert-Domec, Carcassonne                                                              | 23 500                                                                                       |
| 12. | 1950  | A.S. Carcassonne (3)                                                                         | 21 - 7                                                                                       | R.C. Marseille                                                                               | Stade Jean-Laffon, Perpignan                                                                 | 18 000                                                                                       |
| 13. | 1951  | U.S. Lyon-Villeurbanne                                                                       | 15 - 10                                                                                      | XIII Catalan                                                                                 | Stade Chapou, Toulouse                                                                       | 21 933                                                                                       |
| 14. | 1952  | A.S. Carcassonne (4)                                                                         | 18 - 6                                                                                       | R.C. Marseille                                                                               | Stade Chapou, Toulouse                                                                       | 16 645                                                                                       |
| 15. | 1953  | A.S. Carcassonne (5)                                                                         | 19 - 12                                                                                      | U.S. Lyon-Villeurbanne                                                                       | Stadium municipal, Toulouse                                                                  | 22 000                                                                                       |
| 16. | 1954  | Bordeaux XIII (2)                                                                            | 7 - 4                                                                                        | R.C. Marseille                                                                               | Stadium municipal, Toulouse                                                                  | 9 832                                                                                        |
| 17. | 1955  | U.S. Lyon-Villeurbanne (2)                                                                   | 7 - 6                                                                                        | A.S. Carcassonne                                                                             | Stadium municipal, Toulouse                                                                  | 12 000                                                                                       |
| 18. | 1956  | R.C. Albigeois (2)                                                                           | 13 - 5                                                                                       | A.S. Carcassonne                                                                             | Stadium municipal, Toulouse                                                                  | 15 850                                                                                       |
| 19. | 1957  | XIII Catalan (3)                                                                             | 14 - 9                                                                                       | S.O. Avignon                                                                                 | Stadium municipal, Toulouse                                                                  | 9 000                                                                                        |
| 20. | 1958  | R.C. Albigeois (3)                                                                           | 8 - 6                                                                                        | A.S. Carcassonne                                                                             | Stadium municipal, Toulouse                                                                  | 16 163                                                                                       |
| 21. | 1959  | U.S. Villeneuve (2)                                                                          | 24 - 16                                                                                      | F.C. Lézignan                                                                                | Stadium municipal, Toulouse                                                                  | 13 000                                                                                       |
| 22. | 1960  | R.C. Roanne (4)                                                                              | 31 - 24                                                                                      | R.C. Albigeois                                                                               | Stadium municipal, Toulouse                                                                  | 13 800                                                                                       |
| 23. | 1961  | F.C. Lézignan                                                                                | 7 - 4                                                                                        | R.C. Roanne                                                                                  | Stadium municipal, Toulouse                                                                  | 6 998                                                                                        |
| 24. | 1962  | R.C. Albigeois (4)                                                                           | 14 - 7                                                                                       | U.S. Villeneuve                                                                              | Stadium municipal, Toulouse                                                                  | 12 068                                                                                       |
| 25. | 1963  | F.C. Lézignan (2)                                                                            | 20 - 13                                                                                      | R.C. Saint-Gaudens                                                                           | Stadium municipal, Toulouse                                                                  | 12 200                                                                                       |
| 26. | 1964  | U.S. Villeneuve (3)                                                                          | 4 - 3                                                                                        | Toulouse olympique XIII                                                                      | Stadium municipal, Toulouse                                                                  | 7 764                                                                                        |
| 27. | 1965  | Toulouse olympique XIII                                                                      | 47 - 15                                                                                      | U.S. Villeneuve                                                                              | Stadium municipal, Toulouse                                                                  | 8 837                                                                                        |
| 28. | 1966  | A.S. Carcassonne (6)                                                                         | 45 - 20                                                                                      | R.C. Saint-Gaudens                                                                           | Stadium municipal, Toulouse                                                                  | 11 244                                                                                       |
| 29. | 1967  | A.S. Carcassonne (7)                                                                         | 39 - 15                                                                                      | R.C. Saint-Gaudens                                                                           | Stadium municipal, Toulouse                                                                  | 10 779                                                                                       |
| 30. | 1968  | XIII Limouxin                                                                                | 13 - 12                                                                                      | A.S. Carcassonne                                                                             | Stadium municipal, Toulouse                                                                  | 14 432                                                                                       |
| 31. | 1969  | XIII Catalan (4)                                                                             | 12 - 11                                                                                      | R.C. Saint-Gaudens                                                                           | Stadium municipal, Toulouse                                                                  | 8 326                                                                                        |
| 32. | 1970  | R.C. Saint-Gaudens                                                                           | 32 - 10                                                                                      | XIII Catalan                                                                                 | Stadium municipal, Toulouse                                                                  | 21 300                                                                                       |
| 33. | 1971  | A.S. Saint-Estève                                                                            | 13 - 4                                                                                       | R.C. Saint-Gaudens                                                                           | Stadium municipal, Toulouse                                                                  | 8 179                                                                                        |
| 34. | 1972  | A.S. Carcassonne (8)                                                                         | 21 - 9                                                                                       | R.C. Saint-Gaudens                                                                           | Stadium municipal, Toulouse                                                                  | 11 566                                                                                       |
| 35. | 1973  | Toulouse olympique XIII (2)                                                                  | 18 - 0                                                                                       | R.C. Marseille                                                                               | Stadium municipal, Toulouse                                                                  | 13 827                                                                                       |
| 36. | 1974  | R.C. Saint-Gaudens (2)                                                                       | 21 - 8                                                                                       | U.S. Villeneuve                                                                              | Stadium municipal, Toulouse                                                                  | 5 696                                                                                        |
| 37. | 1975  | Toulouse olympique XIII (3)                                                                  | 10 - 9                                                                                       | A.S. Saint-Estève                                                                            | Stadium municipal, Toulouse                                                                  | 5 015                                                                                        |
| 38. | 1976  | A.S. Carcassonne (9)                                                                         | 14 - 6                                                                                       | F.C. Lézignan                                                                                | Stadium municipal, Toulouse                                                                  | 14 000                                                                                       |
| 39. | 1977  | R.C. Albigeois (5)                                                                           | 19 - 10                                                                                      | A.S. Carcassonne                                                                             | Stadium municipal, Albi                                                                      | 18 325                                                                                       |
| 40. | 1978  | F.C. Lézignan (3)                                                                            | 3 - 0                                                                                        | XIII Catalan                                                                                 | Stadium municipal, Toulouse                                                                  | 10 358                                                                                       |
| 41. | 1979  | XIII Catalan (5)                                                                             | 17 - 2                                                                                       | A.S. Carcassonne                                                                             | Stadium municipal, Toulouse                                                                  | 13 202                                                                                       |
| 42. | 1980  | U.S. Villeneuve (4)                                                                          | 12 - 7                                                                                       | A.S. Saint-Estève                                                                            | Stadium municipal, Toulouse                                                                  | 10 029                                                                                       |
| 43. | 1981  | Finale U.S. Villeneuve - XIII Catalan interrompue pour cause de bagarre, titre non attribué. | Finale U.S. Villeneuve - XIII Catalan interrompue pour cause de bagarre, titre non attribué. | Finale U.S. Villeneuve - XIII Catalan interrompue pour cause de bagarre, titre non attribué. | Finale U.S. Villeneuve - XIII Catalan interrompue pour cause de bagarre, titre non attribué. | Finale U.S. Villeneuve - XIII Catalan interrompue pour cause de bagarre, titre non attribué. |
| 44. | 1982  | XIII Catalan (6)                                                                             | 21 - 8                                                                                       | A.S. Saint-Estève                                                                            | Stadium municipal, Toulouse                                                                  | 8 504                                                                                        |
| 45. | 1983  | XIII Catalan (7)                                                                             | 10 - 8                                                                                       | U.S. Villeneuve                                                                              | Stadium municipal, Toulouse                                                                  | 10 628                                                                                       |
| 46. | 1984  | XIII Catalan (8)                                                                             | 30 - 6                                                                                       | U.S. Villeneuve                                                                              | Stadium municipal, Toulouse                                                                  | 8 182                                                                                        |
| 47. | 1985  | XIII Catalan (9)                                                                             | 26 - 6                                                                                       | U.S. Le Pontet                                                                               | Stadium municipal, Toulouse                                                                  | 8 797                                                                                        |
| 48. | 1986  | U.S. Le Pontet                                                                               | 19 - 6                                                                                       | XIII Catalan                                                                                 | Stadium municipal, Toulouse                                                                  | 8 000                                                                                        |
| 49. | 1987  | XIII Catalan (10)                                                                            | 11 - 3                                                                                       | U.S. Le Pontet                                                                               | Stadium municipal, Toulouse                                                                  | 4 350                                                                                        |
| 50. | 1988  | U.S. Le Pontet (2)                                                                           | 14 - 2                                                                                       | XIII Catalan                                                                                 | Stadium municipal, Toulouse                                                                  | 9 950                                                                                        |
| 51. | 1989  | A.S. Saint-Estève (2)                                                                        | 23 - 4                                                                                       | U.S. Le Pontet                                                                               | Stade de l'Egassiairal Narbonne                                                              | 9 936                                                                                        |
| 52. | 1990  | A.S. Saint-Estève (3)                                                                        | 24 - 23                                                                                      | A.S. Carcassonne                                                                             | Stade de l'Egassiairal Narbonne                                                              | 8 000                                                                                        |
| 53. | 1991  | R.C. Saint-Gaudens (3)                                                                       | 10 - 8                                                                                       | U.S. Villeneuve                                                                              | Stadium municipal, Toulouse                                                                  | 6 031                                                                                        |
| 54. | 1992  | A.S. Carcassonne (10)                                                                        | 11 - 10                                                                                      | A.S. Saint-Estève                                                                            | Stadium municipal, Toulouse                                                                  | 6 000                                                                                        |
| 55. | 1993  | A.S. Saint-Estève (4)                                                                        | 9 - 8                                                                                        | XIII Catalan                                                                                 | Stadium municipal, Toulouse                                                                  | 6 000                                                                                        |
| 56. | 1994  | XIII Catalan (11)                                                                            | 6 - 4                                                                                        | S.M. Pia                                                                                     | Parc des sports et de l'amitié, Narbonne                                                     | 12 000                                                                                       |
| 57. | 1995  | S.M. Pia                                                                                     | 12 - 10                                                                                      | A.S. Saint-Estève                                                                            | Parc des sports et de l'amitié, Narbonne                                                     | 13 200                                                                                       |
| 58. | 1996  | U.S. Villeneuve (5)                                                                          | 27 - 26                                                                                      | A.S. Saint-Estève                                                                            | Parc des sports et de l'amitié, Narbonne                                                     | 10 000                                                                                       |
| 59. | 1997  | A.S. Saint-Estève (5)                                                                        | 28 - 24                                                                                      | U.S. Villeneuve                                                                              | Parc des sports et de l'amitié, Narbonne                                                     | 12 000                                                                                       |
| 60. | 1998  | A.S. Saint-Estève (6)                                                                        | 15 - 8                                                                                       | U.S. Villeneuve                                                                              | Parc des sports et de l'amitié, Narbonne                                                     | 12 000                                                                                       |
| 61. | 1999  | U.S. Villeneuve (6)                                                                          | 33 - 20                                                                                      | R.C. Saint-Gaudens                                                                           | Stade Charléty, Paris                                                                        | 7 592                                                                                        |
| 62. | 2000  | Toulouse olympique XIII (4)                                                                  | 20 - 18                                                                                      | A.S. Saint-Estève                                                                            | Stade Charléty, Paris                                                                        | 6 500                                                                                        |
| 63. | 2001  | U.S. Villeneuve (7)                                                                          | 32 - 20                                                                                      | Toulouse olympique XIII                                                                      | Stade Ernest-Wallon, Toulouse                                                                | 9 000                                                                                        |
| 64. | 2002  | U.S. Villeneuve (8)                                                                          | 17 - 0                                                                                       | Union Treiziste Catalane                                                                     | Stade de la Méditerranée, Béziers                                                            | 8 000                                                                                        |
| 65. | 2003  | U.S. Villeneuve (9)                                                                          | 31 - 18                                                                                      | R.C. Saint-Gaudens                                                                           | Parc des sports et de l'amitié, Narbonne                                                     | 8 000                                                                                        |
| 66. | 2004  | R.C. Saint-Gaudens (4)                                                                       | 14 - 10                                                                                      | Union Treiziste Catalane                                                                     | Stade Aimé-Giral, Perpignan                                                                  | 7 500                                                                                        |
| 67. | 2005  | Union Treiziste Catalane                                                                     | 66 - 16                                                                                      | Toulouse olympique XIII                                                                      | Parc des sports et de l'amitié, Narbonne                                                     | 5 000                                                                                        |
| 68. | 2006  | S.M. Pia (2)                                                                                 | 21 - 18                                                                                      | Toulouse olympique XIII                                                                      | Stade Ernest-Wallon, Toulouse                                                                | 5 462                                                                                        |
| 69. | 2007  | S.M. Pia (3)                                                                                 | 20 - 16                                                                                      | F.C. Lézignan                                                                                | Stade Michel-Bendichou, Colomiers                                                            | 7 882                                                                                        |
| 70. | 2008  | F.C. Lézignan (4)                                                                            | 26 - 16                                                                                      | S.M. Pia                                                                                     | Stade de la Méditerranée, Béziers                                                            | 9 550                                                                                        |
| 71. | 2009  | F.C. Lézignan (5)                                                                            | 40 - 32                                                                                      | XIII Limouxin                                                                                | Stade Albert-Domec, Carcassonne                                                              | 11 263                                                                                       |
| 72. | 2010  | F.C. Lézignan (6)                                                                            | 33 - 22                                                                                      | S.M. Pia                                                                                     | Stade Yves-du-Manoir, Montpellier                                                            | 6 612                                                                                        |
| 73. | 2011  | F.C. Lézignan (7)                                                                            | 17 - 12                                                                                      | XIII Limouxin                                                                                | Parc des sports et de l'amitié, Narbonne                                                     | 11 874                                                                                       |
| 74. | 2012  | A.S. Carcassonne (11)                                                                        | 26 - 20                                                                                      | S.M. Pia                                                                                     | Parc des sports et de l'amitié, Narbonne                                                     | 8 980                                                                                        |
| 75. | 2013  | S.M. Pia (4)                                                                                 | 33 - 26                                                                                      | Saint-Estève XIII Catalan                                                                    | Stade Gilbert-Brutus, Perpignan                                                              | 6 732                                                                                        |
| 76. | 2014  | Toulouse olympique XIII (5)                                                                  | 38 - 12                                                                                      | F.C. Lézignan                                                                                | Stade Gilbert-Brutus, Perpignan                                                              | 7 235                                                                                        |
| 77. | 2015  | Toulouse olympique XIII (6)                                                                  | 20 - 12                                                                                      | A.S. Carcassonne                                                                             | Stade Michel-Bendichou, Colomiers                                                            | 5 800                                                                                        |
| 78. | 2016  | XIII Limouxin (2)                                                                            | 26 - 24                                                                                      | A.S. Carcassonne                                                                             | Stadium municipal, Albi                                                                      | 5 420                                                                                        |
| 79. | 2017  | XIII Limouxin (3)                                                                            | 24 - 22                                                                                      | F.C. Lézignan                                                                                | Parc des sports et de l'amitié, Narbonne                                                     | 8 280                                                                                        |
| 80. | 2018  | S.O. Avignon                                                                                 | 34 - 28                                                                                      | XIII Limouxin                                                                                | Stadium municipal, Albi                                                                      | 3 600                                                                                        |
| 81. | 2019  | Saint-Estève XIII Catalan (2)                                                                | 32 - 24                                                                                      | A.S. Carcassonne                                                                             | Stadium municipal, Albi                                                                      | 3 034                                                                                        |
| 82. | 2020  | Édition annulée et titre non décerné en raison de la pandémie de Covid-19 en France          | Édition annulée et titre non décerné en raison de la pandémie de Covid-19 en France          | Édition annulée et titre non décerné en raison de la pandémie de Covid-19 en France          | Édition annulée et titre non décerné en raison de la pandémie de Covid-19 en France          | Édition annulée et titre non décerné en raison de la pandémie de Covid-19 en France          |
| 83. | 2021  | F.C. Lézignan (8)                                                                            | 16 - 12                                                                                      | A.S. Carcassonne                                                                             | Stade Ernest-Wallon, Toulouse                                                                | 3 200                                                                                        |
| 84. | 2022  | A.S. Carcassonne (12)                                                                        | 20 - 16                                                                                      | XIII Limouxin                                                                                | Parc des sports et de l'amitié, Narbonne                                                     | 8 231                                                                                        |
| 85. | 2023  | XIII Limouxin (4)                                                                            | 34 - 24                                                                                      | A.S. Carcassonne                                                                             | Parc des sports et de l'amitié, Narbonne                                                     | 8 221                                                                                        |
| 86. | 2024  | A.S. Carcassonne (13)                                                                        | 8 - 6                                                                                        | Albi R.L.                                                                                    | Parc des sports et de l'amitié, Narbonne                                                     | 4 244                                                                                        |
| 87. | 2025  | Albi R.L. (6)                                                                                | 26 - 16                                                                                      | A.S. Carcassonne                                                                             | Parc des sports et de l'amitié, Narbonne                                                     | 5 191                                                                                        |

### Statistiques

#### Clubs
Dix clubs ont gagné au moins quatre fois le championnat. Carcassonne a remporté 12 titres, le XIII catalan 11 titres. Villeneuve-sur-Lot est troisième du bilan avec 9 titres dont 4 acquis avant 1980 et 5 depuis 1996.
| Rang | Clubs                     | 2016-2017       | Titre(s) | Année(s)                                                                       |
| ---- | ------------------------- | --------------- | -------- | ------------------------------------------------------------------------------ |
| 1    | AS Carcassonne            | Élite 1         | 13       | 1945, 1946, 1950, 1952, 1953, 1966, 1967, 1972, 1976, 1992, 2012, 2022 et 2024 |
| 2    | XIII catalan              | Club fusionné   | 11       | 1936, 1940, 1957, 1969, 1979, 1982, 1983, 1984, 1985, 1987 et 1994.            |
| 3    | Villeneuve RL             | Élite 1         | 9        | 1935, 1959, 1964, 1980, 1996, 1999, 2001, 2002 et 2003.                        |
| 4    | FC Lézignan               | Élite 1         | 8        | 1961, 1963, 1978, 2008, 2009, 2010, 2011 et 2021.                              |
| 5    | AS Saint-Estève           | Club fusionné   | 6        | 1971, 1989, 1990, 1993, 1997 et 1998.                                          |
| 5    | Toulouse olympique XIII   | Championship    | 6        | 1965, 1973, 1975, 2000, 2014 et 2015.                                          |
| 5    | Albi RL                   | Élite 1         | 6        | 1938, 1956, 1958, 1962, 1977 et 2025.                                          |
| 8    | RC Roanne                 | Club en sommeil | 4        | 1939, 1947, 1948 et 1960.                                                      |
| 8    | RC Saint-Gaudens          | Élite 1         | 4        | 1970, 1974, 1991 et 2004.                                                      |
| 8    | Pia XIII                  | Élite 1         | 4        | 1995, 2006, 2007 et 2013.                                                      |
| 8    | XIII Limouxin             | Élite 1         | 4        | 1968, 2016, 2017 et 2023.                                                      |
| 12   | Bordeaux XIII             | Club disparu    | 2        | 1937 et 1954.                                                                  |
| 12   | Lyon-Villeurbanne XIII    | Élite 2         | 2        | 1951 et 1955.                                                                  |
| 12   | U.S. Le Pontet            | Rugby à XV      | 2        | 1986 et 1988.                                                                  |
| 12   | Saint-Estève XIII catalan | Élite 1         | 2        | 2005 et 2019.                                                                  |
| 16   | RC Marseille              | Fédérale        | 1        | 1949.                                                                          |
| 16   | SO Avignon                | Élite 1         | 1        | 2018                                                                           |

#### Doublés Coupe/Championnat
Un doublé indique la victoire du championnat de première division nationale et du principal tournoi de coupe nationale lors de la même saison.
Parvenir à réaliser le doublé Championnat/Coupe est donc une performance rare. En France, onze clubs ont réussi toutefois cette performance dont cinq fois par Carcassonne.
Le dernier club à l'avoir réalisé est Carcassonne en 2024.

#### Statistiques de la finale
- Plus grand nombre de victoires en finale pour un club : 13 Carcassonne. Sans compter la fusion entre le XIII Catalan et Saint-Estève, 18 Union Treiziste Catalane en comptant la fusion
- Plus grand nombre de victoires consécutives pour un club : 4 XIII Catalan de 1982 à 1985 et Lézignan de 2008 à 2011.
- Plus grand nombre de participation à une finale pour un club : 28 Carcassonne sans compter la fusion entre le XIII Catalan et Saint-Estève, 34 Union Treiziste Catalane en comptant la fusion.
- Plus grand nombre de finales consécutives pour un club : 7 XIII Catalan de 1982 à 1988
- Plus grand nombre de défaites en finale pour un club : 15 Carcassonne sans compter la fusion entre le XIII Catalan et Saint-Estève, 16 Union Treiziste Catalane en comptant la fusion
- Plus grand nombre de défaites consécutives pour un club : 3 AS Carcassonne XIII de 1947 à 1949.
- Plus grand écart de points en finale : 50 Union Treiziste Catalane 66-16 Toulouse Olympique XIII en 2005
- Plus petit écart de points en finale : 1 Carcassonne 13-12 Toulouse en 1945, Roanne 3-2 Carcassonne en 1948, Lyon 7-6 Carcassonne en 1955, Villeneuve XIII Rugby League 4-3 Toulouse en 1964, Limoux 13-12 Carcassonne en 1968, XIII Catalan 12-11 Saint-Gaudens en 1969, Toulouse 10-9 Saint-Estève en 1975, Saint-Estève 24-23 Carcassonne en 1990, Carcassonne 11-10 Saint-Estève en 1992, Saint-Estève 9-8 XIII Catalan en 1993 et Villeneuve-sur-Lot 27-26 Saint-Estève en 1996
- Plus grand nombre de points marqués en finale : 82 Union Treiziste Catalane 66-16 Toulouse en 2005
- Plus grand nombre de points marqués en finale par le vainqueur : 66 Union Treiziste Catalane en 2005
- Plus petit nombre de points marqués en finale : 3 Lézignan 3-0 XIII Catalan en 1978
- Plus petit nombre de points marqués en finale par le vainqueur : 3 Roanne en 1948 et Lézignan en 1978
- Moyenne de points marqués en finale[19] : 28,78
- Moyenne de points marqués par le vainqueur[19] : 19.07
- Moyenne de points marqués par le finaliste[19] : 10.03

#### Joueurs
Seuls deux joueurs ont remporté à six reprises le Championnat, il s'agit de Guy Laforgue et d'Ivan Grésèque qui ont soulevé ensemble six fois le trophée avec le XIII Catalan en 1979, 1982, 1983, 1984, 1985 et 1987.

## Statistiques par édition
| Édition | Meilleur réalisateur  | Meilleur marqueur d'essai | Meilleur joueur   |
| 2018    | Olivier Arnaud 190    | Vincent Albert 17         |                   |
| 2019    | Aurélien Decarnin 154 | Romain Franco 24          |                   |
| 2020    | Édition annulée       | Édition annulée           | Édition annulée   |
| 2021    | Rémy Marginet 180     | Nittim Pedrero 24         | Damien Cardace    |
| 2022    | Baptiste Fabre 166    | Jordan Flovie 19          | Zachary Santo     |
| 2023    | Patrick Templeman 181 | Morgan Escaré 18          | Patrick Templeman |
| 2024    | Clément Herrero 191   | Nittim Pedrero 17         | Lucas Albert      |
| 2025    | Clément Herrero 179   | Jordan Flovie 21          | Jack Aiken        |

## Organisation

### Format de la compétition
| Albi RL SO Avignon AS Carcassonne FC Lézignan XIII Limouxin Saint-Estève XIII catalan RC Saint-Gaudens Toulouse olympique élite Villeneuve RL XIII Baroudeur de Pia Villefranche XIII Aveyron |

Le calendrier typique des années 2010 et début des années 2020 est composé de deux phases :
- Première phase : la saison régulière

Le championnat débute généralement à l'automne, par opposition par exemple aux championnats britanniques qui démarrent en début d'année civile.
Il débute parfois par un  « Magic Week end », une journée supplémentaire, organisée sur un seul stade. Les vainqueurs des confrontations de cette journée exceptionnelle empochent quatre points en cas de victoire.La saison se déroule ensuite en matchs aller-retour.
- Deuxième phase :  les éliminatoires

À l'issue de la saison régulière, les six premiers de la saison régulière se qualifient pour la phase à élimination directe. Troisième et sixième d'une part et quatrième et cinquième d'autre part s'affrontent en barrage. Les gagnants de ces rencontres, disputées sur un match sec, rejoignent le vainqueur de la phase régulière et son dauphin en demi-finale. La vainqueur de la finale qui suit est sacré champion de France de rugby à XIII et reçoit à cet égard le bouclier Max-Rousié.
- Clubs engagés

Depuis 2016, dix équipes participent au championnat de France de première division avec une écrasante majorité d'équipes localisées en région Occitanie, les autres étant situées à moins de 20 kilomètres de ses frontières. En cas d'égalité à la fin d'un match, une prolongation au point en or est disputée. Voire la règle du point average appliquée en fin de saison pour départager les équipes au classement.
En 2021, le championnat passe à neuf, à la suite, notamment de la défection de Palau-del-Vidre et l'impossibilité administrative de Toulon de rejoindre le championnat.

### Ligue fermée, ligue ouverte?
Fin des années 2010, début des années 2020, le championnat de France apparait de plus en plus comme une ligue fermée , sans relégation ni promotion. Les clubs doivent remplir un cahier des charges pour y participer.
Néanmoins, régulièrement au sein même de la communauté treiziste, il règne une confusion, particulièrement à la fin de chaque saison. Certains invoquent l'obligation de promouvoir un club de la division inférieure, qui serait une obligation réglementaire.
Si obligation réglementaire il y a , elle n'est pas suivie des faits.

## Les lieux de la finale
Lors des premières finales du Championnat de France avant la Seconde Guerre mondiale, la finale se déroule à Bordeaux, à l'exception de la finale de 1940 à Toulouse.
Au sortir de la guerre entre 1945 et 1950, la finale se déroule dans différentes villes, Perpignan (1945), Lyon (1946 et 1947), Marseille (1948), Carcassonne (1949) et Perpignan (1950). De 1951 à 1988, Toulouse est l'unique hôte des finales à l'exception de l'année 1977 à Albi en raison du terrain inondé à Toulouse. De 1989 à 1998, c'est Narbonne qui accueille chaque année la finale à l'exception des années 1991, 1992 et 1993.
Depuis 1999, il n'y a plus de lieu fixe pour la finale. Dans un premier temps, Paris accueille pour la première fois la finale en 1999 et 2000, Toulouse en 2001, 2006 et 2021, Béziers en 2002 et 2008, Narbonne en 2003, 2005, 2011, 2012, 2017, 2022, 2023 et 2024, Colomiers en 2007 et 2015, Carcassonne en 2009, Montpellier en 2010, Perpignan en 2013 et 2014 et enfin Albi en 2018 et 2019.
La finale ayant reçu le plus forte affluence est en 1949 à Carcassonne qui voit la victoire de Marseille 12-5 sur Carcassonne devant 23 500 spectateurs. Les affluences de ces dernières années oscillent entre 5 000 et 12 000 spectateurs.

## Médiatisation
Les matchs du championnat ont été diffusés assez tôt sur le service public audiovisuel, notamment sur l'ORTF.Néanmoins, l'explication de la finale avortée du championnat en 1981 est souvent donnée pour expliquer le déclin de la diffusion des rencontres, ou même simplement de comptes-rendus de rencontres (voire même des résultats) sur les chaines de télévision du service public.
À la fin des années 2010 et au début des années 2020, le championnat ne donne lieu qu'à une couverture parcellaire et régionale.
Même les stations régionales de France Télévisions ne couvrent que très peu ce championnat.
Cette couverture est assurée par des médias privés ( Vià Occitanie...) ou par les radios locales.
À telle enseigne, que de plus en plus de clubs recourent au streaming sur les réseaux sociaux pour diffuser certains de leurs matchs.
Ce qui a permis, notamment pendant la période de la Covid-19, aux internautes britanniques et australiens de (re)-découvrir la qualité du championnat français.
Le championnat est néanmoins suivi par la presse sportive spécialisée française (Midi olympique) et anglophone notamment à travers la rubrique hebdomadaire de Mike Rylance dans League Express.

## Symboles

### Le bouclier  Max Rousié

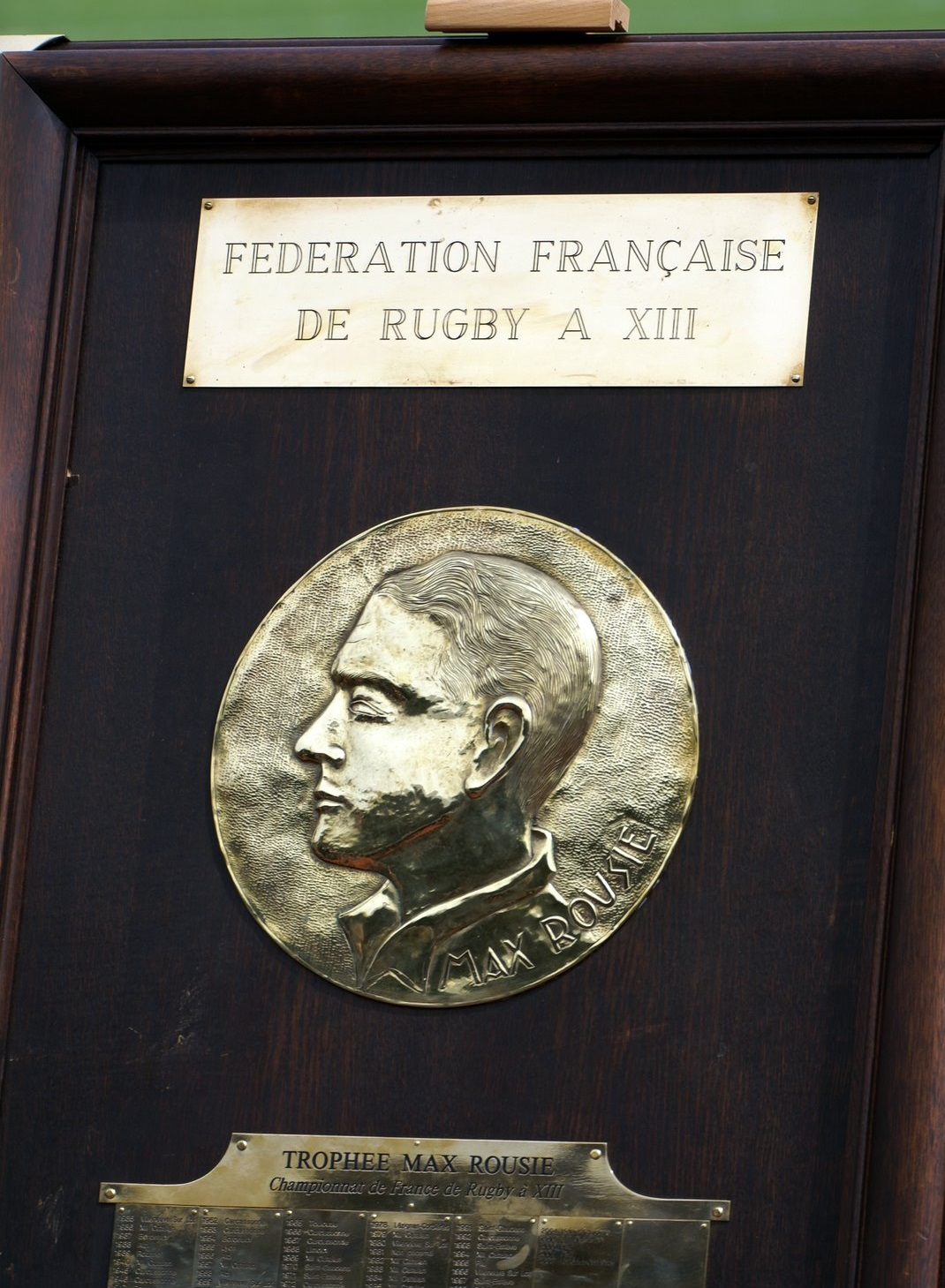
Le Bouclier Max-Rousié remis au vainqueur du Championnat.

À l'issue de la finale du Championnat de France depuis 1960, un trophée est remis à l'équipe victorieuse. Il s'agit d'un bouclier symbolique sur une planche en bois sur lequel est apposé la mention "Fédération française de rugby à XIII" et un large médaillon gravé à l'effigie de Max Rousié, célèbre joueur et ambassadeur du mouvement de rugby à XIII, ainsi que la liste de ses vainqueurs depuis sa création. Il est appelé familièrement, le « planchot » (mot qui vient de l'occitan planchòt et du catalan planxot)
Alors qu'auparavant, une coupe était remise au club Champion de France, la fédération française de rugby à XIII a décidé au lendemain du décès de Max Rousié de créer ce trophée en sa mémoire. C'est ainsi que le 7 mai 1960 est présenté à Toulouse au cours d'un comité directeur que le secrétaire général de la fédération le nouveau trophée. La coupe quant à elle est déposée sur la tombe de Rousié en guise de vasque de fleurs. Ce trophée est depuis alors remis chaque année au Champion de France.